# 空气轴承
空气轴承（Air Bearing）又稱氣浮軸承，是一种轴承，它通过向轴腔内注入压缩空气，使轴承悬浮。它的最大优点为转速高、振动小和使轴承寿命延长。目前最大的制造商是"西风"(Westwind)公司。与Westwind不同，位于德国慕尼黑的AeroLas公司，在掌握了空气轴承技术之后，并没有把自己的产品目录化和标准化，而是按照客户具体要求设计气浮系统。

## 分类
空气轴承按原理可分为空气动力学和空气静力学的空气轴承